# Patkovača
Patkovača (cyr. Патковача) – wieś w Bośni i Hercegowinie, w Republice Serbskiej, w mieście Bijeljina. W 2013 roku liczyła 2569 mieszkańców.